# Lioux
Lioux település Franciaországban, Vaucluse megyében. Lakosainak száma 287 fő (2022. január 1.). Lioux Méthamis, Monieux, Murs, Saint-Saturnin-lès-Apt és Sault községekkel határos.

## Népesség
A település népességének változása:
| Lakosok száma | 248  | 262  | 279  | 288  | 290  | 291  | 289  | 288  | 287  |
|               | 2013 | 2015 | 2016 | 2017 | 2018 | 2019 | 2020 | 2021 | 2022 |